# Phare du Río Coig
Le phare du Río Coig (en espagnol : Faro Coig) est un phare actif situé à l'embouchure nord du Río Coig (département de Güer Aike), dans la Province de Santa Cruz en Argentine.
Il est géré par le Servicio de Hidrografía Naval (SHN) de la marine .

## Histoire
Le phare  a été mis en service le 12 janvier 1948 à 4 km à l'est de Puerto Coig.
La nécessité de la construction de ce phare était que, dans la région de Puerto Coig, lieu de départ obligatoire de la production ovine des estancias de la région, il était nécessaire d'installer un signal lumineux pour faciliter l'atterrissage. 
Il était, à l'origine, alimenté à l'acétylène avec une portée focale de 20 milles nautiques (environ 39 km). Depuis avril 1992, il est électrifié à l’énergie solaire fournie par des panneaux solaires photovoltaïques.

## Description
Ce phare  est un tour cylindrique en béton armé, avec une galerie et une lanterne de 12 m de haut. La tour est peinte en blanc avec deux bandes rouges et la lanterne est rouge. Il émet, à une hauteur focale de 78 m, deux longs éclats blancs de 1,1 seconde, séparés par 6 secondes, par période de 25 secondes. Sa portée est de 13,1 milles nautiques (environ 25 km).
Identifiant : ARLHS : ARG-035 - Amirauté : G1222 - NGA : 110-20068.

## Caractéristique dufeu maritime
Fréquence : 25 secondes (W-W)
- Lumière : 1,1 seconde
- Obscurité : 3,3 secondes
- Lumière : 1,1 seconde
- Obscurité : 19,5 secondes

### Lien connexe
- Liste des phares d'Argentine